# Das Taschenmesser
Das Taschenmesser (Het Zakmes) ist ein niederländischer Kinderfilm von Ben Sombogaart aus dem Jahr 1992. 
Die deutsche Synchronfassung lief außer auf Kinderfilmfestivals als Mehrteiler im Kinderprogramm des deutschen Fernsehens und erschien überdies als Videokassette.

## Handlung
Der Film erzählt von Mees Grobben, einem sechsjährigen Erstklässler, der am ersten Schultag seinen neuen Freund Tim kennenlernt. Die beiden freunden sich sofort an – doch Tim verkündet, dass er bald mit seiner Familie wegziehen wird: nach Flevoland, und beide wissen kaum, was oder wo das überhaupt ist.
Am letzten gemeinsamen Vormittag zeigt Tim Mees sein neues, rotes Taschenmesser – ein Abschiedsgeschenk. Als die streng bürokratische Lehrerin hereinschneit, versteckt Mees es instinktiv in seiner Tasche – und vergisst es später seinem Freund zurückzugeben. Tim ist bereits weg; Mees weiß weder, wohin noch wie er ihn erreichen könnte – das Messer ist aber weiterhin in seiner Tasche – und er fühlt sich schrecklich schuldig, fast wie ein Dieb.
Seine Eltern bieten keine echte Hilfe: Die Mutter ist als berühmte Opernsängerin selten zu Hause – Mees sieht sie öfter nur im Fernsehen –, und der viel beschäftigte Vater ist häufig überlastet. Mees greift zu kreativen Mitteln: Er schreibt Briefe, fährt heimlich per Bahn (ohne Fahrkarte), schaltet Anzeigen in der Zeitung – doch alles bleibt erfolglos.
Seine geniale Idee: Er tritt in einer Kindersendung auf, in der man eigene Lieder präsentiert. Mit seiner Trommel und einem selbstgedichteten Lied über das Taschenmesser, seine Freundschaft und die Suche nach seinem Freund.

## Produktion
Das Taschenmesser wurde 1992 von Bos Bros. Film & TV Productions in Zusammenarbeit mit dem niederländischen Fernsehsender AVRO produziert.
In den Hauptrollen sind Olivier Tuinier als Mees, Verno Romney als Tim, Adelheid Roosen als Mees’ Mutter und Genio de Groot als Mees’ Vater zu sehen. Weitere Rollen übernahmen unter anderem Beppie Melissen als Lehrerin, Maxim Hartmann und Kees Hulst.
Der Film wurde in niederländischer Sprache gedreht. Der Kinostart erfolgte in den Niederlanden über Hungry Eye Filmed Entertainment und Warner Bros. Holland. Das Taschenmesser gewann 1993 das Goldenes Kalb (niederländ. Gouden Kalf) für die beste Regie und wurde 2007 in den Canon van de Nederlandse Film aufgenommen, der bedeutende Werke der nationalen Filmgeschichte umfasst.